# فو هوا تشن
فو هوا تشن (بالإنجليزية: Fu Hua Chen)‏ هو مهندس أمريكي، ولد في 21 يوليو 1912 في فوزهو في الصين، وتوفي في 4 مارس 1999.